# Ratpenat cuallarg d'Underwood
El ratpenat cuallarg d'Underwood (Eumops underwoodi) es pot trobar a Belize, El Salvador, Hondures, Nicaragua i els Estats Units. Fou anomenat en honor de l'ornitòleg i col·leccionista britànic Cecil F. Underwood.